# Austrochthonius
Austrochthonius es un género de arácnido  del orden Pseudoscorpionida de la familia Chthoniidae.

## Especies
Las especies de este género son:
- Austrochthonius argentinae Hoff, 1950
- Austrochthonius australis Hoff, 1951
- Austrochthonius bolivianus Beier, 1930
- Austrochthonius cavicola Beier, 1968
- Austrochthonius chilensis (Chamberlin, 1923)
- Austrochthonius easti Harvey, 1991
- Austrochthonius iguazuensis Vitali-di Castri, 1975
- Austrochthonius insularis Vitali-di Castri, 1968
- Austrochthonius mordax Beier, 1967
- Austrochthonius muchmorei Harvey & Mould, 2006
- Austrochthonius paraguayensis Vitali-di Castri, 1975
- Austrochthonius parvus (Mello-Leitão, 1939)
- Austrochthonius persimilis Beier, 1930
- Austrochthonius rapax Beier, 1976
- Austrochthonius semiserratus Beier, 1930
- Austrochthonius strigosus Harvey & Mould, 2006
- Austrochthonius tullgreni (Beier, 1931)
- Austrochthonius zealandicus Beier, 1966
  - Austrochthonius zealandicus obscurus
  - Austrochthonius zealandicus zealandicus